# Biserica „Adormirea Maicii Domnului” din Constanța
Biserica „Adormirea Maicii Domnului” din Constanța este un monument istoric aflat pe teritoriul municipiului Constanța.
Biserica a fost construita intre anii 1905-1911 dupa proiectul inginerului Polizu. Planul catapeteasmei este realizat de arhitectul G.Mandrea. Piatra fundamentala la temelia edificiului a fost pusa in 1906, de catre episcopul Dunarii de Jos Pimen Pretura. În 1911 are loc târnosirea bisericii de catre episcopul Nifon de la Galați. Este construita în stil bizantin-romanesc. La 15 februarie 1910 se incheie contractul intre Primaria Constanta si pictorul D.Marinescu, pentru pictarea interiorului bisericii,in stil renascentist. Mobilierul si catapeteazma sunt sculptate de sculptorul C.M.Babic din Bucuresti. Vitraliile de la ferestre sunt executate de Hogo Gross, la fabrica de oglinzi si vitralii din Bucuresti. Ultima restaurare este din primavara - vara 2000.